# 馬鞍布魯克 (亞利桑那州)
馬鞍布魯克（英語：Saddle Brooke）是位於美國亞利桑那州皮納爾縣的一個非建制地區。該地的面積和人口皆未知。

## 地理
馬鞍布魯克的座標為32°32′05″N 110°52′25″W / 32.53472°N 110.87361°W，而該地的平均海拔高度為1017米（即3337英尺）。